# Artal de Claramunt
Fray Artal de Claramunt (? – 1461) fue un político y escritor barcelonés, presunto autor de la obra medieval española Triste deleytación.

## Vida y obra
Se sabe poco de su vida, aunque la documentación histórica refleja que estuvo en cierta manera implicado en el inicio de la Guerra Civil Catalana (1462-1472) y mantuvo una gran amistad con el príncipe de Viana y con el Conde de Pallars, Hugo Rogelio III. También fue heredero de la Torre del Castillo de Claramunt, recibido de Pau Lluís de Claramunt y, tras su muerte, entregado a Joan de Claramunt.
Según varios medievalistas, entre los cuales Martín de Riquer, el manuscrito anónimo Triste deleytación sería una obra suya. Fechada entre 1458 y 1467, se trata de una novela romántica con abundantes catalanismos y piezas líricas. Además, la misma empieza:

Comiença el prólogo del libro llamado triste deleytaçion fecho por F·A·d·C
Anónimo

Suscitando estas mismas iniciales F.A.D.C. aún mayor posibilidad de coincidencia con el religioso catalán.